# Movimiento 30 de Noviembre
El Movimiento Revolucionario del 30 de noviembre - Frank País es una organización clandestina y grupo disidente anticomunista cubano. Creado por revolucionarios cubanos que se opusieron al Gobierno de Fidel Castro. Cometió numerosos actos de sabotaje y fueron reprimidos por los Órganos de Seguridad del Estado. Posteriormente, se pasó a métodos de protesta pacífica. Actúa en Cuba como el disidente liberal Partido Demócrata 30 de Noviembre.

## Creación y principios
El 1 de enero de 1959, la Revolución cubana derrocó al régimen de Fulgencio Batista. Inicialmente, el nuevo gobierno contó con el apoyo de la gran mayoría de los cubanos. Sin embargo, el gobierno de Fidel Castro evolucionó rápidamente hacia un estado comunista. Esto provocó una feroz oposición, incluso entre los participantes activos en la revolución. Se crearon organizaciones clandestinas para luchar contra el régimen de Fidel Castro.
El Movimiento Revolucionario 30 de Noviembre – Frank Pais (MR-30-N, MR-30-11) fue creado el 13 de marzo de 1960. La fecha de creación, la fecha y el nombre incluidos en el título tenían un significado simbólico. El 30 de noviembre de 1956, el revolucionario Frank País organizó el levantamiento en Santiago de Cuba contra Fulgencio Batista. El 13 de marzo de 1957 el Directorio Revolucionario 13 de marzo lanzó el Ataque al palacio presidencial de Cuba. Estas alusiones enfatizaron el compromiso con los ideales originales de la Revolución cubana. El objetivo principal del MR-30-N fue declarado como la lucha contra la dictadura comunista.
El iniciador fue el activista sindical David Salvador Manso y el líder principal fue el militar Hiram González. Ambos habían tomado recientemente parte activa en la revolución cubana (Manso como organizador del movimiento de huelga, González como combatiente en el ejército revolucionario). Entre los organizadores estaba Agustín Pais, hermano de Frank País. La organización numéricamente pequeña no estaba orientada hacia un movimiento de masas, sino hacia un grupo compacto de militantes para la guerra de guerrillas urbana. Los grupos antibatistas de la segunda mitad de la década de 1950 fueron tomados como modelo por su estructura y acción. El plan era derrocar a Fidel Castro mediante los esfuerzos militares combinados de la clandestinidad urbana y el movimiento rebelde campesino de la Rebelión del Escambray.

## Lucha subterránea
El principal método de lucha fue la organización de sabotajes y atentados. Las acciones más famosas ocurrieron a finales de 1960 y principios de 1961. En La Habana se produjeron varias explosiones y ataques incendiarios, en Pinar del Río quedaron inutilizados los tendidos eléctricos. Fuentes oficiales cubanas afirman que las víctimas eran ciudadanos pacíficos: visitantes de comercios, cafés y transeúntes en la calle. Fuentes de la oposición insisten en que los ataques estaban dirigidos contra instalaciones administrativas y policiales del Gobierno de Fidel Castro. No hay cifras sobre el número de muertos, pero hay informes de decenas de heridos. De todas las organizaciones clandestinas urbanas cubanas de principios de la década de 1960, el MR-30-N llevó a cabo el mayor número de acciones de sabotaje.
Irónicamente, el Movimiento 30 de Noviembre, que no recibió apoyo financiero de Estados Unidos, creó el mayor aparato clandestino de la época y permaneció activo hasta 1968.
Grandes fuerzas de los Órganos de Seguridad del Estado fueron utilizadas para eliminar el MR-30-N. David Salvador Manso y Hiram González fueron detenidos ya en 1960. Manso firmó una renuncia a la actividad política en prisión y fue deportado a Estados Unidos. González logró escapar y fue capturado nuevamente. La segunda fuga fue exitosa, González se refugió en la embajada de Uruguay y después de un tiempo también partió hacia Estados Unidos y se instaló en Miami. Otros fundadores de la organización también se mudaron allí ilegalmente. Sin embargo, las acciones atribuidas al “grupo M 30-11” – bombardeos desde el mar, incendios provocados – continuaron incluso en la década de 1970. El grupo participó en la conspiración del 30 de agosto de 1962.

## Partido disidente
El MR-30-N se convirtió en una importante organización de la emigración política cubana. Gradualmente, el énfasis pasó de la lucha armada a la agitación anticomunista y anticastrista, la protección de los derechos humanos y las protestas pacíficas. Opera en alianza con otras organizaciones de derechos humanos. Hiram González hace regularmente declaraciones públicas en defensa de los presos políticos y los emigrantes forzados. Llamó especialmente la atención sobre las muertes de refugiados que cruzaban a los Estados Unidos a través del estrecho de Florida.
En 1991, un grupo de activistas de la oposición anunció la creación del Partido Democrático 30 de Noviembre (PD-30-N) - una rama del MR-30-N en Cuba. Las ideas y los programas de ambas estructuras son idénticos: reformas democráticas liberales, un sistema multipartidista, una economía de mercado. La coordinación organizativa se lleva a cabo en la medida de lo posible. Alfredo Fernández Silva fue elegido presidente del partido y Rafael Ibarra Roque fue elegido presidente honorario, ambos son conocidos disidentes cubanos.
Las autoridades reaccionaron con dureza: se lleva a cabo periódicamente una campaña de propaganda acusatoria (un aspecto importante de la cual es la conexión de los activistas de derechos humanos con los actos de los años 1960), y los activistas son sometidos a represión. Ibarra Roque fue detenido en 1994 acusado de sabotaje y condenado a 20 años de prisión y liberado tras 18 años de prisión. Al mismo tiempo, a los representantes de la organización se les permitió realizar eventos en memoria de Frank País e incluso, junto con diputados municipales simpatizantes, visitar el centro de detención para familiarizarse con la situación de los presos. En julio de 2018, Jairam González volvió a hablar públicamente sobre la situación en Cuba. Pidió poner fin al gobierno por medios pacíficos y abstenerse de la venganza, pero tomar medidas para “restaurar la justicia, sin la cual no puede haber reconciliación”.